# Пільщиков Борис Володимирович
Бори́с Володи́мирович Пі́льщиков (07 серпня 1942 — 11.10.2003, Харків) — український інженер-фізик, науковець, дослідник у галузі біоніки, розробник технічних засобів навчання та систем автоматизації технологічних процесів, зокрема у галузі космонавтики, спортсмен та актор.

## Життєпис
У 1967 році завершив навчання у Харківському національному університеті радіоелектроніки під керівництвом Юрія Петровича Шабанова-Кушнаренка, отримавши фах за спеціальністю «Автоматика та телемеханіка».
Незважаючи на отриману в молоді роки інвалідність, ампутацію правої ноги нижче коліна, у студентські роки займався веслуванням на байдарках і каное, брав участь у спортивних змаганнях і став майстром спорту.
Займався викладацькою та науковою діяльністю у Харківському будівельному технікумі, ХСГІ, ХНУРЕ.
Знімався в епізодичних ролях у кіно на Одеській кіностудії, зокрема у фільмах «Ар-хі-ме-ди!» та «Легка вода», але титрах останнього, в якому зіграв роль веслувальника, був записаний під призвищем матері.
З 1975 по 2002 рік працював головним конструктором, а згодом і директором Харківського державного дослідно-конструкторського бюро технічних засобів навчання Харківського сільськогосподарського інституту.
У зв'язку з хворобою з 2002 року припинив професійну діяльність. Помер у 2003 році.

## Наукові досягнення
- розробка та створення 7 навчальних класів та стендів у Зоряному містечку, зокрема функціонально-моделюючий стенд для навчання космонавтів астроорієнтації й астронавігації космічного комплексу «транспортный корабель – станція «Мир» – апарат багаторазового використання «Буран»;
- розробка та створення АФМС (астрофізичний моделюючий стенд) та УДС (універсальний динамічний стенд) для тренувань по дальньому і ближньому зближенню, причалюванню та стикуванню транспортних і пілотованих космічних апаратів;
- розробка і створення наземних тренажерів для підготовки космонавтів;
- розробка та створення Малого (бойового) центру керування пілотованими польотами ЦПК імені Юрія Гагаріна;
- розробка та створення навчальних аудиторій для підготовки операторів АЕС;